# Paris-Calais
Paris-Calais est une ancienne course cycliste française, organisée de 1909 à 1926 entre la Capitale et la ville de Calais.
L'édition de 1909 se déroula en deux épreuves, l'une pour les pros de la catégorie 3 et l'autre pour ceux de la catégorie 4.

## Palmarès
| Année       | Vainqueur                           | Deuxième            | Troisième            |
| ----------- | ----------------------------------- | ------------------- | -------------------- |
| 1909 3e cat | Eugène Christophe et Julien Maitron | Georges Fleury      |                      |
| 1909 4e cat | Constant Ménager                    | Maurice Pardon      | Raymond Lacot        |
| 1910        | Léon Lannoy                         | Eugène Dhers        | Georges Cadolle      |
| 1911        | Émile Wirtz                         | Léon Parisot        | Louis Engel          |
| 1912        | Louis Mottiat                       | Émile Wirtz         | Jacques Coomans      |
| 1913        | Félix Goethals                      | René Pichon         | Alexis Michiels      |
| 1914        | Fernand Bonnet                      | Georges Detreille   | Albert Mosselmans    |
| 1923        | Nicolas Frantz                      | Félix Goethals      | Florent Vandenberghe |
| 1924        | Marcel Godard                       | Alfred De Busschere | Odiel Taillieu       |
| 1925        | Félix Goethals                      | Armand Thewis       | Joseph Van Daele     |
| 1926        | Marc Bocher                         | Joseph Wauters      | Adolf Van Bruane     |